# Lost in Paradise

Lost in Paradise est un single du groupe métal gothique Evanescence. Sorti en 2011, il a été écrit par Amy Lee et est présent sur l'album Evanescence.
Il a atteint la place no 9 dans l'UK Rock Chart.